# 碧綠芝麻蝸牛
碧綠芝麻蝸牛（学名：Diplommatina pilula）为芝麻蝸牛科芝麻蝸牛屬下的一个高海拔陸地蝸牛物種:52。